# Słowo Żydowskie
Słowo Żydowskie (ивр. דאָס ייִדישע וואָרט‎, рус. Еврейское слово) — двуязычный ежемесячный журнал на идише и польском языке. Единственное периодическое издание на идише, выходящее в настоящее время в Польше.

## История
Дос Йидише Ворт является печатным органом Общественно-культурного общества евреев в Польше и продолжением выходившей до 1991 года газеты Фолксштимэ.
Первый номер Дос Йидише Ворт вышел в 1992 году и первоначально выходил два раза в месяц. С 2002 года стал выходить один раз в месяц, сохранив двойную нумерацию. С января 2009 года выходит месячным номером.
Газета с таким же названием выходила в Польше до Второй мировой войны.

## Главные редакторы
- Адам Рок (1992 — январь 2004);
- Збигнев Сафьян (январь 2004 — декабрь 2007);
- Михал Собельман[пол.];
- Яков Вейцнер;
- Артур Хофман[пол.] (2009 — по настоящее время).